# Episodi di Vega$ (terza stagione)
Questa voce contiene trame, dettagli e crediti dei registi e degli sceneggiatori della terza stagione della serie televisiva Vega$
Negli Stati Uniti, la stagione è stata trasmessa per la prima volta dalla ABC dal 5 novembre 1980 al 3 giugno 1981.
In Italia, la terza stagione è andata in onda su Rete 4.
| nº | Titolo originale            | Titolo italiano | Prima TV USA     | Prima TV Italia |
| -- | --------------------------- | --------------- | ---------------- | --------------- |
| 1  | Aloha, You're Dead (Part 1) |                 | 5 novembre 1980  |                 |
| 2  | Aloha, You're Dead (Part 2) |                 | 5 novembre 1980  |                 |
| 3  | The Black Cat Killer        |                 | 12 novembre 1980 |                 |
| 4  | Sudden Death                |                 | 19 novembre 1980 |                 |
| 5  | Love Affair                 |                 | 26 novembre 1980 |                 |
| 6  | A Deadly Victim             |                 | 3 dicembre 1980  |                 |
| 7  | Deadly Blessing             |                 | 10 dicembre 1980 |                 |
| 8  | Christmas Story             |                 | 17 dicembre 1980 |                 |
| 9  | The Andreas Addiction       |                 | 7 gennaio 1981   |                 |
| 10 | Sourdough Suite             |                 | 14 gennaio 1981  |                 |
| 11 | Murder by Mirrors           |                 | 21 gennaio 1981  |                 |
| 12 | Backlash                    |                 | 18 febbraio 1981 |                 |
| 13 | Heist                       |                 | 25 febbraio 1981 |                 |
| 14 | No Way to Treat a Victim    |                 | 4 marzo 1981     |                 |
| 15 | Time Bomb                   |                 | 11 marzo 1981    |                 |
| 16 | Out of Sight                |                 | 18 marzo 1981    |                 |
| 17 | Set Up                      |                 | 25 marzo 1981    |                 |
| 18 | The Killing                 |                 | 15 aprile 1981   |                 |
| 19 | Seek and Destroy            |                 | 22 aprile 1981   |                 |
| 20 | Dead Ringer                 |                 | 29 aprile 1981   |                 |
| 21 | French Twist                |                 | 6 maggio 1981    |                 |
| 22 | Judgement Pronounced        |                 | 27 maggio 1981   |                 |
| 23 | Nightmare Come True         |                 | 3 giugno 1981    |                 |